# خوسيه ماريا كورنيجو
خوسيه ماريا كورنيجو (بالإسبانية: José María Cornejo)‏ (و. 1788 – 1864 م) هو سياسي من السلفادور، تولى منصب رئيس السلفادور.